# Anastasijewka (Kraj Krasnodarski)
Anastasijewka (ros. Анастасиевка) – wieś w Rosji, w Kraju Krasnodarskim, w rejonie tuapsińskim. W 2021 liczyła 292 mieszkańców.